# Kaala Patthar
Kaala Patthar (tłum. "Czarny kamień", ang. tytuły: "Black Stone"; "Coal Mine") to bollywoodzki dramat i film akcji z 1979 roku wyreżyserowany przez  Yasha Choprę. To czwarty film, w którym reżyser obsadził Amitabh Bachchana (po sukcesie Deewaar (film 1975), Kabhie Kabhie i Trishul). Scenariusz napisał duet Salim-Javed. Mimo wielu nominacji film nie uzyskał nagrody filmowej.
Słowa " Kaala Patthar" ("czarny kamień") oznaczają węgiel. Inspiracją dla filmu była tragedia w kopalni węgla w  Dhanbad.
Muzykę do filmu skomponował Rajesh Roshan, twórca muzyki do takich filmów jak  King Uncle, Karan Arjun, Koyla, Kudrat, Koi... Mil Gaya, Krrish', Aetbaar, czy Kaho Naa... Pyaar Hai, Na Tum Jaano Na Hum.

## Obsada
- Amitabh Bachchan – Vijay Pal Singh
- Shashi Kapoor – Ravi Malhotra, inżynier
- Shatrughan Sinha – Mangal Singh
- Raakhee Gulzar – Dr. Sudha Sen
- Parveen Babi – Anita, fotoreporterka
- Neetu Singh – Channo, sprzedaje biżuterię
- Prem Chopra – Dhanraj Puri, właściciel kopalni
- Parikshat Sahni – Jagga
- Satyen Kappu – Raghunath, Coal miner
- Poonam Dhillon – Raghunath's daughter
- Suresh Oberoi – oficer marynarki
- Iftekhar – p. Singh (Vijay's dad)
- Sanjeev Kumar – Dr. Mathur
- Annu Kapoor – Compounder
- Yunus Parvez – inżynier, szef

## Nominacje do nagród Filmfare
- nominacja do Nagrody Filmfare dla Najlepszego Aktora – Amitabh Bachchan
- nominacja do Nagrody Filmfare dla Najlepszego Aktora Drugoplanowego – Shatrughan Sinha
- nominacja do Nagrody Filmfare dla Najlepszej Aktorki Drugoplanowej – Neetu Singh
- nominacja do Nagrody Filmfare dla Najlepszego Reżysera – Yash Chopra
- nominacja do Nagrody Filmfare dla Najlepszego Filmu
- nominacja do Nagrody Filmfare za Najlepszą Muzykę – Rajesh Roshan
- nominacja do Nagrody Filmfare za Najlepszy Playback Męski – Kishore Kumar za piosenkę "Ek Raasta Hai Zindagi"-
- Nagroda Filmfare za Najlepszy Scenariusz – Salim-Javed